# Bisaltes adustus
Bisaltes adustus är en skalbaggsart som först beskrevs av Hermann Burmeister 1865.  Bisaltes adustus ingår i släktet Bisaltes och familjen långhorningar. Inga underarter finns listade.